# Iwan Połzunow
Iwan Iwanowicz Połzunow (ros. Иван Иванович Ползунов; ur. 5 maja?/16 maja 1728 w Jekaterynburgu, zm. 16 maja?/27 maja 1766 w Barnaule) – rosyjski mechanik i wynalazca. Przypisuje mu się stworzenie pierwszego silnika parowego w Rosji oraz pierwszego silnika dwucylindrowego na świecie. 
Był synem żołnierza z Turinska. W 1742 roku ukończył szkołę górniczą w Jekaterynburgu, następnie praktykował jako mechanik u Nikity Bachariewa. W 1748 roku wyjechał do Barnaułu.
W Barnaule studiował prace Michaiła Łomonosowa oraz zapiski dotyczące silników parowych autorstwa Johanna Schlattera. 
W 1763 roku zaprojektował przemysłową dwucylindrową maszynę parową (pierwszą w Rosji) z regulowanym dopływem wody oraz mechanizmem rozrządu pary i wody. Zbudowana na podstawie tego projektu maszyna od 1766 roku służyła do poruszania miechów w hucie w Barnaule.